# 15026 Davidscott
15026 Davidscott este un asteroid din centura principală de asteroizi.

## Descriere
15026 Davidscott este un asteroid din centura principală de asteroizi. A fost descoperit pe 14 octombrie 1998 la Stația Anderson Mesa în cadrul programului LONEOS. Asteroidul prezintă o orbită caracterizată de o semiaxă mare de 2,60 ua, o excentricitate de 0,17 și o înclinație de 5,5° în raport cu ecliptica.